# Franz Mazura
Franz Mazura, né le 22 avril 1924 à Salzbourg et mort le 23 janvier 2020 à Mannheim, est un baryton-basse autrichien.

## Biographie
Franz Mazura fit ses études à Detmold et débuta à Cassel en 1949. Après avoir chanté à Mayence, Brunswick et Mannheim, il débuta au Festival de Salzbourg en 1960, à l'opéra de Berlin en 1961, au Festival de Bayreuth en 1971, à l'opéra de Hambourg en 1973 ; il chanta également à l'Opéra d'État de Vienne, au Metropolitan Opera, à l'Opéra de Paris (où il chante régulièrement à partir de 1972), à la Scala, au Teatro Colón. Réputé dans de nombreux rôles wagnériens, il chante à Bayreuth les rôles de Gunther, Alberich (L'Anneau du Nibelung ), Klingsor, Gurnemanz (Parsifal), Biterolf (Tannhäuser), et les reprend sur de nombreuses scènes internationales. Il chanta également le rôle de Wotan, notamment au Met de New York. En 1979, il participe à la création mondiale de la version en trois actes de Lulu de Alban Berg ; et l'année suivante il reçoit le titre de Kammersänger de l'Opéra de Mannheim.
En raison de son timbre grave et menaçant et de la clarté tranchante de sa diction, Franz Mazura était très apprécié comme interprète des rôles de méchant de l'opéra du XIXe siècle et du XXe siècle, en premier lieu Don Pizarro, Alberich, Klingsor, Scarpia... Mais c'est en tant qu'interprète de rôles plus modernes qu'il atteignit sa plus grande gloire : il fut un inoubliable Moïse et Wozzeck.
Le 19 avril 2016, 3 jours avant ses 92 ans, il interprète der Sprecher des Gurre-Lieder de Schönberg avec l'orchestre de l'Opéra de Paris, en concert à la Philharmonie de Paris. En 2017, il participa à la création d'un opéra composé par Giorgio Battistelli dans le rôle d'Abraham.
D'une longévité exceptionnelle, il chantait encore en 2019 au Staatsoper de Berlin, dans le rôle du précepteur d'Oreste dans Elektra de Richard Strauss, spectacle déjà donné au festival d'Aix en Provence en 2014, dans une mise en scène de Patrice Chéreau, sous la direction de Daniel Barenboim ; puis un mois plus tard, au même endroit, le rôle de Hans Schwarz dans Les Maîtres chanteurs de Nuremberg de Richard Wagner.
Il s'est éteint le 23 janvier 2020 à l'âge de 95 ans, sans avoir jamais cessé d'exercer son métier de chanteur.